# جاوینه هیلتون
جاوینه هیلتون (به انگلیسی: Javine Hylton) (زاده ۲۷ دسامبر ۱۹۸۱) خواننده انگلیسی است.
او در مسابقه آواز یوروویژن ۲۰۰۵ نماینده بریتانیا بود.